# Attack Force
Attack force is een Amerikaanse actie-/sciencefictionfilm uit 2006 van regisseur Michael Keusch.
Acteur Steven Seagal speelt in de film de rol van agent Marshall Lawson.
Marshall raakt verzeild in een militaire operatie met de naam “Majestic CTX” en komt tijdens een achtervolging in aanraking met een drugshandelaar. Later blijkt dat deze gefinancierd wordt door een militair.

## Rolverdeling
| Acteur           | Personage             |
| ---------------- | --------------------- |
| Steven Seagal    | Cmdr. Marshall Lawson |
| Mark Dymond      |                       |
| David Kennedy    |                       |
| Adam Croasdell   |                       |
| Matthew Chambers |                       |
| Vlad Iacob       |                       |
| Gabi Burlacu     |                       |
| Vlad Coada       |                       |
| Ileana Lazariuc  |                       |
| Florian Ghimpu   |                       |
| Daniel Pisica    |                       |
| Sayed Najem      |                       |